# Brauchwiki
Das Brauchwiki (Eigenbezeichnung: brauchwiki) ist eine kostenlose, deutsche Internetenzyklopädie, die sich mit Bräuchen beschäftigt.

## Geschichte des Projektes
Die Idee wurde von Mitarbeitern des Medienlabors und des Faches Europäische Ethnologie/Volkskunde der Universität Augsburg entwickelt. Die Schirmherrschaft übernahm das bayerische Kultusministerium. Projektleiterin ist die Diplom-Geografin Margaretha Schweiger-Wilhelm, die als Dozentin an der Augsburger Universität arbeitet. Das ursprünglich studentische Projekt ist heute als interdisziplinäres Forschungsprojekt an der Universität Augsburg etabliert. Online ging die Seite am 1. Mai 2009. Als Partner des Projekts fungieren der Bayerische Landesverein für Heimatpflege e.V. und der Bayerische Rundfunk.

## Inhalt
Brauchwiki bietet eine Plattform für alle, die sich für Bräuche interessieren und speziell etwas über diese erfahren möchten. Dabei ist es angemeldeten Autoren möglich, eigene Artikel zu erstellen sowie Bilder, Videos und Audiodateien einzubinden. Da die Artikel durch Fachleute geprüft werden, ist stets ein hoher wissenschaftlicher Standard gegeben. Dennoch steht auch bei diesem Projekt das Prinzip der Schwarmintelligenz im Vordergrund. Auf der Hauptseite befinden sich die Rubriken „Kennen Sie schon ...?“ und eine Zeitleiste zu den aktuellen Bräuchen. Um die Übersichtlichkeit zu wahren, wurde im brauchwiki ein System der Kategorisierung eingeführt. Der Benutzer kann nun die einzelnen Bräuche bestimmten Bereichen (z. B. religiöse Bräuche, Bräuche im Jahreslauf oder im Lebenszyklus etc.) oder Regionen zuordnen. Dies erhöht die Übersichtlichkeit und liefert zusätzliche Informationen. Eine weitere Besonderheit ist die Rubrik „Dr. Brauch“. Ein Team aus Wissenschaftlern verschiedener bayerischer Universitäten beantwortet Fragen, die der virtuellen Figur „Dr. Brauch“ gestellt werden können. Auch kann man sehen, welche Bräuche am beliebtesten sind und am häufigsten angeklickt werden. Brauchwiki hat um die 200 angemeldete Besucher und ebenso viele Artikel (Januar 2011).